# Radøy
Radøy is een Noors eiland en een voormalige gemeente van de provincie Hordaland. De gemeente telde 5128 inwoners in januari 2017. Op 1 januari 2020 fuseerde Radøy met Lindås en Meland tot de gemeente Alver die deel ging uitmaken van de op dezelfde dag gevormde provincie Vestland.

## Plaatsen in de gemeente
- Austmarka
- Haugland
- Hordabø
- Manger
- Sæbø

Askøy · Austevoll · Austrheim · Bergen · Bømlo · Eidfjord · Etne · Fedje · Fitjar · Fjell · Fusa · Granvin · Jondal · Kvam · Kvinnherad · Lindås · Masfjorden · Meland · Modalen · Odda · Os · Osterøy · Øygarden · Radøy · Samnanger · Stord · Sund · Sveio · Tysnes · Ullensvang · Ulvik · Vaksdal · Voss

Gemeenten in de provincie bij de opheffing op 1 januari 2020